# SS City of Paris (1865)
El SS City of Paris fue un transatlántico británico de pasajeros operado por la Inman Line que demostró que un barco propulsado por hélice podía igualar la velocidad de los remeros en la travesía del Atlántico. Construido por Tod y Macgregor, sirvió a la Inman Line hasta 1884, cuando fue reconvertido en carguero.

## Hundimiento
En 1884 el buque fue vendido a unos propietarios franceses que lo fletaron al Gobierno francés con el nombre de Tonquin para transportar tropas de Marsella (Francia) a Tonkín (actual Vietnam). Sin embargo, de camino a Marsella, se hundió el 4 de marzo de 1885 frente a Málaga (España) tras colisionar con el vapor Maurice et Réunion, con la pérdida del capitán y 23 tripulantes de los 68 que lo componían.